# Volchovskij rajon
Il Volchovskij rajon (in russo Волховский район?) è un rajon dell'Oblast' di Leningrado, nella Russia europea occidentale; il capoluogo è la città di Volchov.